# Metilfenilglicidato di etile
Il metilfenilglicidato di etile, noto anche come "aldeide fragola" è un composto organico usato nell'industria alimentare, in particolare per conferire ai prodotti l'aroma della fragola.

## Utilizzi
Per via del suo gusto e del suo profumo, il metilfenilglicidato di etile trova uso nell'industria degli aromi e dei cosmetici. Si può trovare in profumi, saponi, prodotti per l'igiene personale, detergenti, farmaci, prodotti da forno, dolciumi e gelati.

## Struttura
Dal punto di vista chimico, il metilfenilglicidato di etile è un estere e un epossido. Nonostante il suo nome tradizionale, non è un'aldeide. A temperatura ambiente si presenta come un liquido incolore o giallo chiaro insolubile in acqua.
Si ottiene generalmente per reazione di condensazione tra l'acetofenone e l'estere etilico dell'acido cloroacetico in ambiente basico. La reazione è nota come condensazione di Darzens.

## Sicurezza
Studi a lungo termine con elevato dosaggio sui ratti hanno dimostrato che il metilfenilglicidato di etile non ha effetti dannosi significativi e non è cancerogeno. Negli Stati Uniti, la Food and Drug Administration lo classifica come "generalmente considerato sicuro" (GRAS - generally recognized as safe).